# Peter Rohland
Peter Rohland (* 22. Februar 1933 in Berlin; † 5. April 1966 in Freiburg im Breisgau) war ein deutscher Sänger, Liedermacher und Volksliedforscher.

## Leben und Werk
Peter Rohland war in der Schwäbischen Jungenschaft unter dem Fahrtennamen „pitter“ zuhause. Diese Gruppierung prägte ihn. Besonders eröffnete sie ihm den weiten Raum der Musik. Das weltoffene Klima der Jungenschaft und die ins Ausland führenden Großfahrten ließen ihn Kontakte zu fremden Klangformen finden. Mit einer „Selbstfindungsfahrt“ wollte er die Zeit zwischen Abitur und Studium überbrücken, so trampte er 1954 über Griechenland in den Nahen Osten. Seitdem sammelte er auf seinen Fahrten Lieder.
Rohland studierte von 1954 bis 1956 in Tübingen Jura und von 1956 an Musikwissenschaft an der FU Berlin. Er erforschte, maßgeblich beeinflusst durch die Arbeit von Wolfgang Steinitz, das Liedgut der Landstreicher und der Revolution von 1848 sowie jiddische und ausländische Lieder, die er dokumentierte und als Volkslied- und Chansonsänger ab 1956 zur Sologitarre vortrug (u. a. mit Wolfgang „Schobert“ Schulz – später Teil des Duos Schobert und Black). 1960 brach er das Studium ab und entschied sich, hauptberuflich als freier Sänger aufzutreten. Zugleich machte er eine Gesangsausbildung als Bassbariton.
Beeinflusst von einer Platte mit jiddischen Liedern von Theodore Bikel erarbeitete sich Rohland das jiddische Liederprogramm Der Rebbe singt, das 1963 mit einem kleinen Ensemble in der Galerie Diogenes in Berlin uraufgeführt wurde. Es fand in studentischen und akademischen Kreisen sowie in Deutschland lebenden jüdischen Gemeinden Anklang und wurde während der Tournee mehr als fünfzig Mal aufgeführt; den Abschluss bildete eine Nachtvorstellung im Düsseldorfer Kom(m)ödchen. Das Liederprogramm wurde für den Jugendfunk im Sendesaal des SDR aufgezeichnet. Dennoch fand sich keine Plattenfirma bereit, eine LP zu produzieren; es bestanden „offenbar Bedenken im Hinblick auf die Authentizität der Lieder“.
Rohland wurde bekannt durch seine Auftritte bei den Festivals Chanson Folklore International auf Burg Waldeck im Hunsrück (1964/1965), die von ihm gemeinsam mit Hein und Oss Kröher und Freunden initiiert wurden. Erste Überlegungen zu diesem Liederfestival kamen ihm bereits 1961; zusammen mit Diethart Kerbs nahmen die Planungen zu Silvester 1963/64 feste Gestalt an und führten zu dem ersten Festival unter dem Motto „Chanson Folklore International – Junge Europäer singen“. Rohland war Mitglied der Festivalleitung. Im Frühjahr 1966 fasste er den Plan eines eigenen „Studios für Volksmusik und Chanson“ im Schwabenhaus auf Burg Waldeck.
Im Alter von nur 33 Jahren starb er an einer akuten Gehirnblutung im
Universitätsklinikum Freiburg.

## Einschätzung
Heinz Siebold: „Andere Barden, von Walter Mossmann bis Wolf Biermann, ließen sich [von ihm] inspirieren und sorgten Jahre später dafür, dass die Renaissance von Chanson und Folklore in deutscher Sprache in den neuen Bewegungen von Wyhl bis Wackersdorf, von Bonn bis Mutlangen ihre identitätsstiftende Wirkung entfaltete.“

## Peter Rohland Stiftung
2006 wurde die Peter Rohland Stiftung zur Förderung des Liedes gegründet. Ihre Hauptziele sind die „Aufarbeitung und Vorstellung des künstlerischen Nachlasses von Peter Rohland für eine breitere Öffentlichkeit und die Förderung des Liedes, des Singens und des Musizierens“.
Die Stiftung veranstaltet Peter-Rohland-Ausstellungen, die Pfingsten 2007 zum ersten Mal auf dem internationalen Liederfest auf Burg Waldeck präsentiert und in der Folge bis heute bundesweit an weiteren Orten gezeigt wurde, unter anderem 2012 an der Erinnerungsstätte für die Freiheitsbewegungen in der deutschen Geschichte im Schloss Rastatt. Unter Leitung des Musikherausgebers Helmut König wurde mit dem Titel pitters Lieder ein Peter-Rohland-Liederbuch herausgebracht.
Zu den weiteren Aufgaben gehört die Förderung der Burg Waldeck als Ort des Liedes und der Liedkultur. So finden auf dem Gelände der Arbeitsgemeinschaft Burg Waldeck Singeworkshops für Gruppen und Gruppenleiter statt, ferner spezielle Themenworkshops (unter anderem „A-Cappella-Singen“ und „Eigene Lieder schreiben“). Ein weiteres Projekt ist die Herausgabe eines Waldeck-Liederbuches und die Unterstützung des WaldeckKultur-Stipendiums, beginnend mit einem Pilotprojekt in Zusammenarbeit mit Christof Stählin.

## Peter-Rohland-Singewettstreit
Der Peter-Rohland-Singewettstreit wurde nach Rohland als dem Sänger und Mitinitiator der früheren Burg-Waldeck-Festivals benannt. Für den Wettbewerb sind als Begleitinstrumente nur tragbare Musikinstrumente ohne Stromanschluss zugelassen. Er findet seit 2000 jährlich auf der Burg Waldeck in den Sparten Jugendfahrtengruppen, Einzelgesang, Ensembles und Singkreise statt. Für das beste selbst getextete politische Lied wird ein zusätzlicher Sonderpreis vergeben. Am Vorabend wird dazu ein kulturelles Rahmenprogramm angeboten, bei dem bisher unter anderem bündische Liedermacher (Werner Helwig 2002, Dietrich Hespers 2005, Erik Martin 2012) und die amerikanische Folkszene (2003) sowie die Musik der Sinti und Roma (2004) vorgestellt wurden.

## Werke
- 1962: Vertäut am Abendstern. Peter Rohland singt Chansons zur Nacht, Thorofon
- 1963: Der Rebbe zingt. Jiddische Volkslieder und Chansons, Thorofon
- 1965:  Landstreicherballaden. (Zusammen mit Schobert Schulz.) LP, Polydor
- Edition Peter Rohland, 4 LP, Teldec Telefunken Decca:
  - 1967: Lieder deutscher Demokraten
  - 1968: Lieder des François Villon
  - 1968: Lieder der Ostjuden I
  - 1970: Lieder der Ostjuden II
- 1977: Peter Rohland. Das Gesamtwerk. Thorofon Folk-Song:
  - 1. Lieder deutscher Demokraten
  - 2. Lieder des François Villon
  - 3. Jiddische Lieder
  - 4. Landstreicherballaden
  - 5. Lieder von anderswo
- 1986: Jiddische Lieder – Un as der rebbe singt, Thorofon
- Peter Rohland auf CD, Thorofon:
  - 1991: Jiddische Lieder – Un as der rebbe singt
  - 1997: Landstreicherballaden und Lieder des François Villon (Zusammen mit Schobert Schulz)
  - 1998: 48er Lieder – Lieder deutscher Demokraten
- 2006: Peter Rohland. Die frühen Lieder, Peter Rohland Stiftung
- 2014: pitters lieder. Die Lieder von Peter Rohland. Herausgegeben von Helmut König. Liedertexte und Noten, inklusive DVD. Baunach. ISBN 978-3-88778-407-2.

## Ausstellungen
- 2007: Peter Rohland – Leben und Werk. Liederfest Burg Waldeck Pfingsten 2007
- 2011: Peter Rohland und das politische Lied. Willy-Brandt-Haus, Berlin
- 2012: Peter Rohland, die Waldeck-Festivals und das politische Lied der Revolution von 1848. Erinnerungsstätte für die Freiheitsbewegungen in der deutschen Geschichte, Rastatt